# Miriam Pirazzini
Miriam Pirazzini (Castelfranco Veneto, 21 agosto 1918 – Roma, 26 dicembre 2016) è stata un mezzosoprano italiano.

## Biografia
Dopo essersi formata presso l'Istituto musicale "Francesco Canneti" di Vicenza ed alla scuola di Luigi Ricci a Roma, debuttò nel 1944 nella capitale come Laura ne La Gioconda, iniziando una brillante carriera protrattasi per circa un ventennio, durante il quale apparve nei maggiori teatri italiani, compresa La Scala.
Nel 1945 interpretò, insieme a Beniamino Gigli, Maria Caniglia e Giulio Neri, una storica Messa di requiem di Giuseppe Verdi, diretta dal maestro Serafin, nel Belvedere della Città del Vaticano. Si esibì ripetutamente con Maria Callas, a partire da Aida a Rovigo nel 1948 e in seguito all'Arena di Verona, al Teatro dell'Opera di Roma (Il trovatore) e a Venezia (Medea). Fu inoltre presente (in sostituzione di Fedora Barbieri) alla famosa recita di Norma nel 1958 a Roma, che dovette essere interrotta per l'abbandono della Callas dopo il primo atto.
Uno dei titoli più frequentati fu Adriana Lecouvreur, in particolare accanto a Magda Olivero a Lisbona (1956), Palermo (1959), Caracas (1961).

## Repertorio
| Ruolo                       | Titolo                         | Autore           |
| --------------------------- | ------------------------------ | ---------------- |
| Adalgisa                    | Norma                          | Bellini          |
| Margherita                  | La dannazione di Faust         | Berlioz          |
| Nerisa                      | Medea                          | Cherubini        |
| Principessa di Bouillon     | Adriana Lecouvreur             | Cilea            |
| Maffio Orsini               | Lucrezia Borgia                | Donizetti        |
| Madelon                     | Andrea Chénier                 | Giordano         |
| Santa Caterina              | Giovanna d'Arco al rogo        | Honegger         |
| Mamma Lucia                 | Cavalleria rusticana           | Mascagni         |
| Beppe                       | L'amico Fritz                  | Mascagni         |
| Bianca                      | Il giuramento                  | Mercadante       |
| Madre di Cristoforo Colombo | Cristoforo Colombo             | Milhaud          |
| Venere                      | Il ballo delle ingrate         | Monteverdi       |
| Ottavia                     | L'incoronazione di Poppea      | Monteverdi       |
| Giuditta                    | Betulia liberata               | Mozart           |
| Cherubino                   | Le nozze di Figaro             | Mozart           |
| Marina                      | Boris Godunov                  | Musorgskij       |
| Candia della Leonessa       | La figlia di Jorio             | Pizzetti         |
| La Cieca Laura Adorno       | La Gioconda                    | Ponchielli       |
| Un musico                   | Manon Lescaut                  | Puccini          |
| Suzuki                      | Madama Butterfly               | Puccini          |
| La Frugola                  | Il tabarro                     | Puccini          |
| Maga                        | Didone ed Enea                 | Purcell          |
| La Voce                     | Lucrezia                       | Respighi         |
| Fata Primavera              | La fanciulla di neve           | Rimskij-Korsakov |
| Sinaide                     | Mosè                           | Rossini          |
| Neocle                      | L'assedio di Corinto           | Rossini          |
| Gran Vestale                | La Vestale                     | Spontini         |
| Fenena                      | Nabucco                        | Verdi            |
| Viclinda                    | I Lombardi alla prima crociata | Verdi            |
| Federica                    | Luisa Miller                   | Verdi            |
| Maddalena                   | Rigoletto                      | Verdi            |
| Azucena                     | Il trovatore                   | Verdi            |
| Preziosilla                 | La forza del destino           | Verdi            |
| Ulrica                      | Un ballo in maschera           | Verdi            |
| Amneris                     | Aida                           | Verdi            |
| Mrs Quickly                 | Falstaff                       | Verdi            |
| Fatima                      | Oberon                         | Weber            |

## Discografia

### Incisioni in studio
- Il trovatore, con Giacomo Lauri-Volpi, Caterina Mancini, Carlo Tagliabue, dir. Fernando Previtali – Cetra 1951
- I Lombardi alla prima crociata, con Maria Vitale, Mario Petri, Gustavo Gallo, dir. Manno Wolf Ferrari - Cetra 1951
- La Gioconda, con Anita Corridori, Giuseppe Campora, Anselmo Colzani, Fernando Corena, dir. Armando La Rosa Parodi – Urania 1952
- La forza del destino, con Adriana Guerrini, Giuseppe Campora, Anselmo Colzani, Giuseppe Modesti, dir. Armando La Rosa Parodi – Urania 1952
- Il tabarro, con Tito Gobbi, Margaret Mas, Giacinto Prandelli, dir. Vincenzo Bellezza - HMV 1955
- Aida, con Maria Curtis Verna, Franco Corelli, Giangiacomo Guelfi, Giulio Neri, dir. Angelo Questa – Cetra 1956
- Medea, con Maria Callas, Renata Scotto, Mirto Picchi, Giuseppe Modesti, dir. Tullio Serafin – Mercury/Ricordi/EMI 1957
- Rigoletto, con Renato Capecchi, Gianna D'Angelo, Richard Tucker, Ivan Sardi, dir. Francesco Molinari-Pradelli – Philips 1959
- Madama Butterfly, con Victoria de los Ángeles, Jussi Björling, Mario Sereni, dir. Gabriele Santini – EMI 1959

### Registrazioni dal vivo
- L'amico Fritz, con Beniamino Gigli, Rina Gigli, Afro Poli, dir. Gianandrea Gavazzeni - Napoli 1951 ed. Eklipse/Archipel
- Il giuramento, con Rolando Panerai, Maria Vitale, Amedeo Berdini, Aldo Bertocci, dir. Alfredo Simonetto – RAI-Milano 1952 Cetra/Myto/Walhall
- Oberon, con Anita Cerquetti, Mirto Picchi, Petre Munteanu, Piero De Palma, dir. Vittorio Gui - Trieste 1956 Myto
- Norma, con Anita Cerquetti, Franco Corelli, Giulio Neri, dir. Gabriele Santini – Roma 1958 Melodram/Myto
- Adriana Lecouvreur, con Renata Tebaldi, Nicola Filacuridi, Renato Capecchi, dir. Francesco Molinari Pradelli - Napoli 1958 ed. Lyric Distribution
- Nabucco, con Ettore Bastianini, Margherita Roberti, Paolo Washington, Gastone Limarilli, dir. Bruno Bartoletti - Firenze 1959 Lyric Distribution